# Der Boden unter den Füßen
Der Boden unter den Füßen ist ein österreichischer Spielfilm von Marie Kreutzer aus dem Jahr 2019 mit Pia Hierzegger und Valerie Pachner in den Hauptrollen. Die Premiere erfolgte im Rahmen der Internationalen Filmfestspiele Berlin am 9. Februar 2019, wo der Film in den Wettbewerb um den Goldenen Bären eingeladen wurde. Auf der Diagonale wurde der Film am 19. März 2019 als Eröffnungsfilm gezeigt. Der österreichische Kinostart war am 22. März 2019, in Deutschland kam der Film am 16. Mai 2019 in die Kinos.

## Handlung
Caroline, genannt „Lola“, ist eine erfolgreiche Unternehmensberaterin. Sie lebt in Wien, ist Ende Zwanzig und arbeitet bis zu 100 Stunden pro Woche, darunter sogenannte „Forty-Eight“-Einsätze, 48-Stunden-Schichten ohne Schlaf. Ihre Wohnung nutzt sie kaum und pendelt zwischen wechselnden Arbeitsorten, teuren Abendessen mit Klienten und regelmäßigen Sporteinheiten. Sie unterhält eine heimliche Affäre zu ihrer Vorgesetzten Elise. Gleichzeitig hält sie die Existenz ihrer älteren Schwester Conny geheim. Diese leidet unter paranoider Schizophrenie und Lola hat die gesetzliche Vormundschaft inne.
Als Conny einen Suizidversuch unternimmt und ins Krankenhaus eingeliefert wird, berät Lola gerade eine Messtechnik-Firma in Rostock. Fortan pendelt sie zwischen Deutschland und Österreich hin und her, was zusätzliche Belastung bedeutet. Bald glaubt Lola durch Telefonanrufe von ihrer Schwester ausspioniert zu werden. Tatsächlich befindet sich diese aber in einer geschlossenen psychiatrischen Anstalt in Wien und Lola beginnt verstärkt unter Verfolgungswahn zu leiden. Eine ärztliche Untersuchung kann sie aufgrund des Drucks auf Arbeit nicht beenden. Ihr merkwürdiges Verhalten bleibt vor Elise und ihren Kollegen nicht unbemerkt, die einen Burn-out vermuten. Lola und Elise planen nach dem Projekt in Rostock ein noch größeres in Sydney zu übernehmen und Lola soll zum „Associated Prinicipal“ aufsteigen. Elise fürchtet um den Erfolg des Projekts in Rostock und zieht Lola von der bevorstehenden wichtigen Abschlusspräsentation ab. Auch muss sich Lola der Konkurrenz ihres Arbeitskollegen Sebastian erwehren, der versucht, sie mit gefälschten Statistiken ins Abseits zu stellen.
Als Conny aus der Klinik entlassen wird, lässt Lola sie in ihre eigene Wohnung einziehen und erzählt ihr von ihren beruflichen Plänen in Australien. Obwohl sie sich im Wochentag geirrt hat, gelingt es Lola rechtzeitig zur Präsentation nach Rostock zurückzufliegen und die Kunden u. a. durch den Erhalt von einem Großteil der Arbeitsplätze zu beeindrucken. Nach einer gemeinsamen Nacht mit Elise findet sie heraus, dass diese medikamentenabhängig ist. Obwohl sie weiter Sebastian fördert, verspricht sie Lola immer noch eine gemeinsame Zukunft in Australien. Als Lola nach Wien zu ihrer Schwester zurückkehrt, muss sie feststellen, dass diese Suizid begangen hat. Lola erleidet einen Nervenzusammenbruch und wird ins Krankenhaus eingeliefert. Sie erhält Anti-Depressiva verschrieben und ist bei der Beisetzung ihrer Schwester die einzige Hinterbliebene. Das sonst für ihre Arbeit unersetzliche Mobiltelefon lässt sie klingeln.

## Produktion

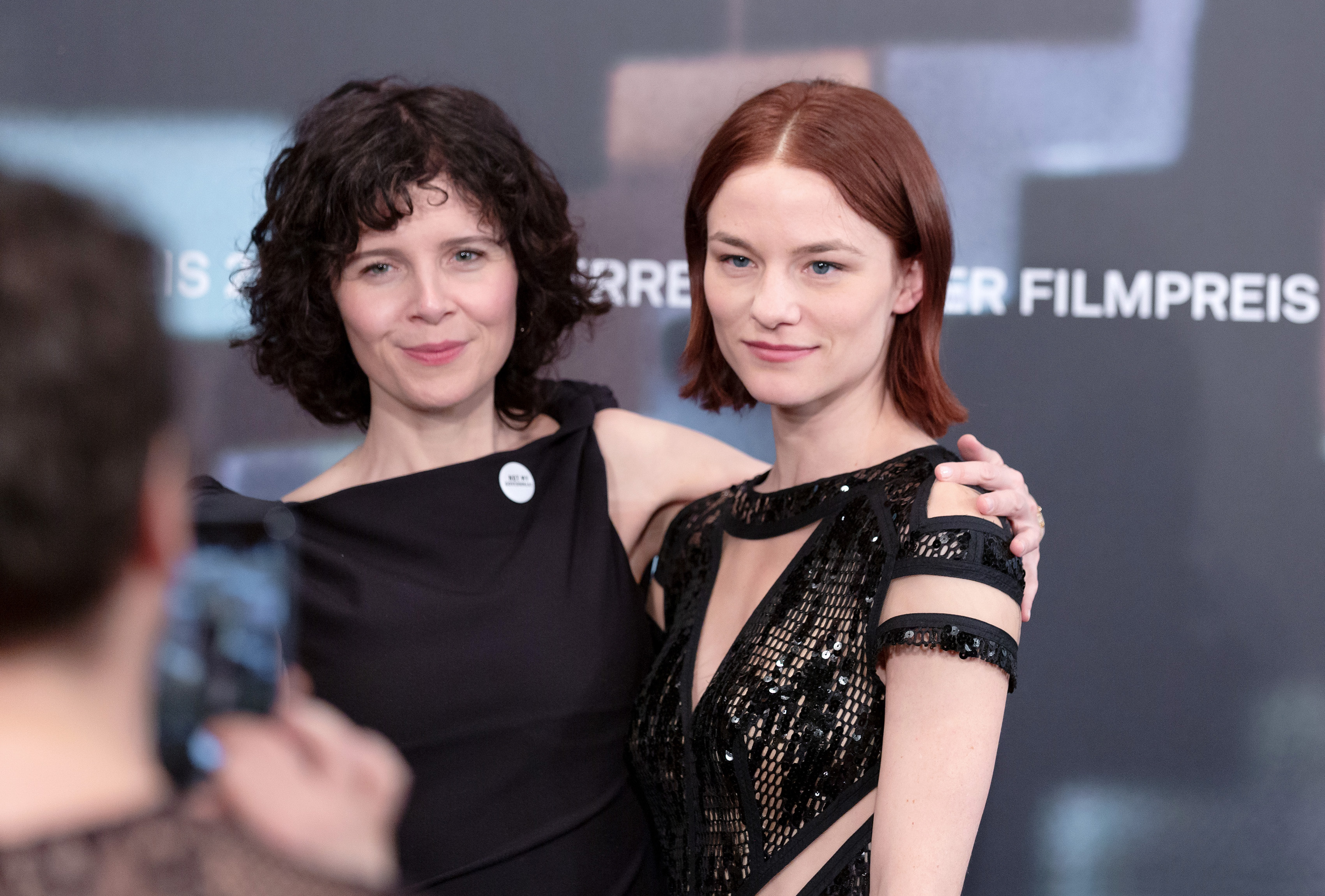
Marie Kreutzer (l.) und Valerie Pachner (2019)

Die Dreharbeiten fanden im November und Dezember 2017 in Wien und Rostock statt. Unterstützt wurde der Film vom Österreichischen Filminstitut, vom Filmfonds Wien und von Filmstandort Austria, beteiligt war der Österreichische Rundfunk. Produziert wurde der Film von der Novotny & Novotny Filmproduktion GmbH.
Für Ton und Sounddesign zeichneten Odo Grötschnig und Veronika Hlawatsch verantwortlich, für das Kostümbild Monika Buttinger, für das Szenenbild Martin Reiter und für die Maske Maike Heinlein und Karoline Strobl.
Die Premiere erfolgte am 9. Februar 2019 im Rahmen der Internationalen Filmfestspiele Berlin. Dort wurde der Film auch mit Audiodeskription vorgeführt.

## Rezeption
Der Film erhielt im internationalen Kritikenspiegel der britischen Fachzeitschrift Screen International 2,1 von vier möglichen Sternen und belegte damit einen 10. Platz unter allen 16 Berlinale-Wettbewerbsfilmen. Emin Alpers, Eine Geschichte von drei Schwestern und Nadav Lapids Synonymes (je 3,0) führten die Rangliste an. Der Film wird von 96 Prozent aller bei Rotten Tomatoes erfassten Kritiker positiv bewertet und erhielt 7,4 von möglichen 10 Punkten.
Verschiedene Filmkritiker sahen Parallelen zu Toni Erdmann (2016) von Maren Ade, wo ebenfalls eine junge Karrieristin von einem Familienmitglied in ihrem Berufsleben gestört wird. Hauptdarstellerin Valerie Pachner gab in der Tageszeitung Kurier an, dass kein anderer Film sie in ihrem Spiel als Lola inspiriert hätte, sondern die „starren Bäume vor der Psychiatrie in Steinhof“.
Susanne Lenz vergab in der Berliner Zeitung einen von fünf Sternen. Kreutzer stelle einander zwei Schwestern und zwei Welten gegenüber: „Und leider tut sie das so klischeehaft, dass es schwer auszuhalten ist.“
Matthias Greuling befand in der Wiener Zeitung, dass Kreutzer gut herausarbeiten würde, wie der Moloch Arbeitswelt uns aufzufressen imstande ist, in einer leistungsorientierten Gesellschaft, die keine Rücksicht auf private Befindlichkeiten nimmt. Der von Leena Koppe „mit großer, der Dramaturgie zuarbeitender Eleganz fotografierte Film“ würde von seinem Darstellerinnen-Ensemble getragen, allen voran Valerie Pachner. Auch Greuling stellte Ähnlichkeiten mit Tony Erdmann fest, wenngleich sich der Film von Marie Kreutzer viel schwermütiger mit dem Thema befassen würde.
Gunda Bartels schrieb im Tagesspiegel, dass sich Marie Kreutzer mit den Themen Kindheitsmuster unter Schwestern, Effizienz versus Krankheit, Frauenliebe, Männer gegen Frauen in ihrem naturalistischen Drama zu viel vorgenommen habe. Bartels lobte aber die „gelungenen Zwischentöne des von Unsicherheitsgefühlen durchfluteten Films“.
Kirsten Taylor von RBB24 kam zu dem Fazit: „Ein solides inszeniertes Drama mit sehr starken Schauspielerinnen, die einen mit ihren Figuren in den Bann ziehen. Doch die Geschichte kann ihren Spannungsbogen nicht halten und führt letztendlich zu keinen neuen Erkenntnissen.“

## Auszeichnungen und Nominierungen

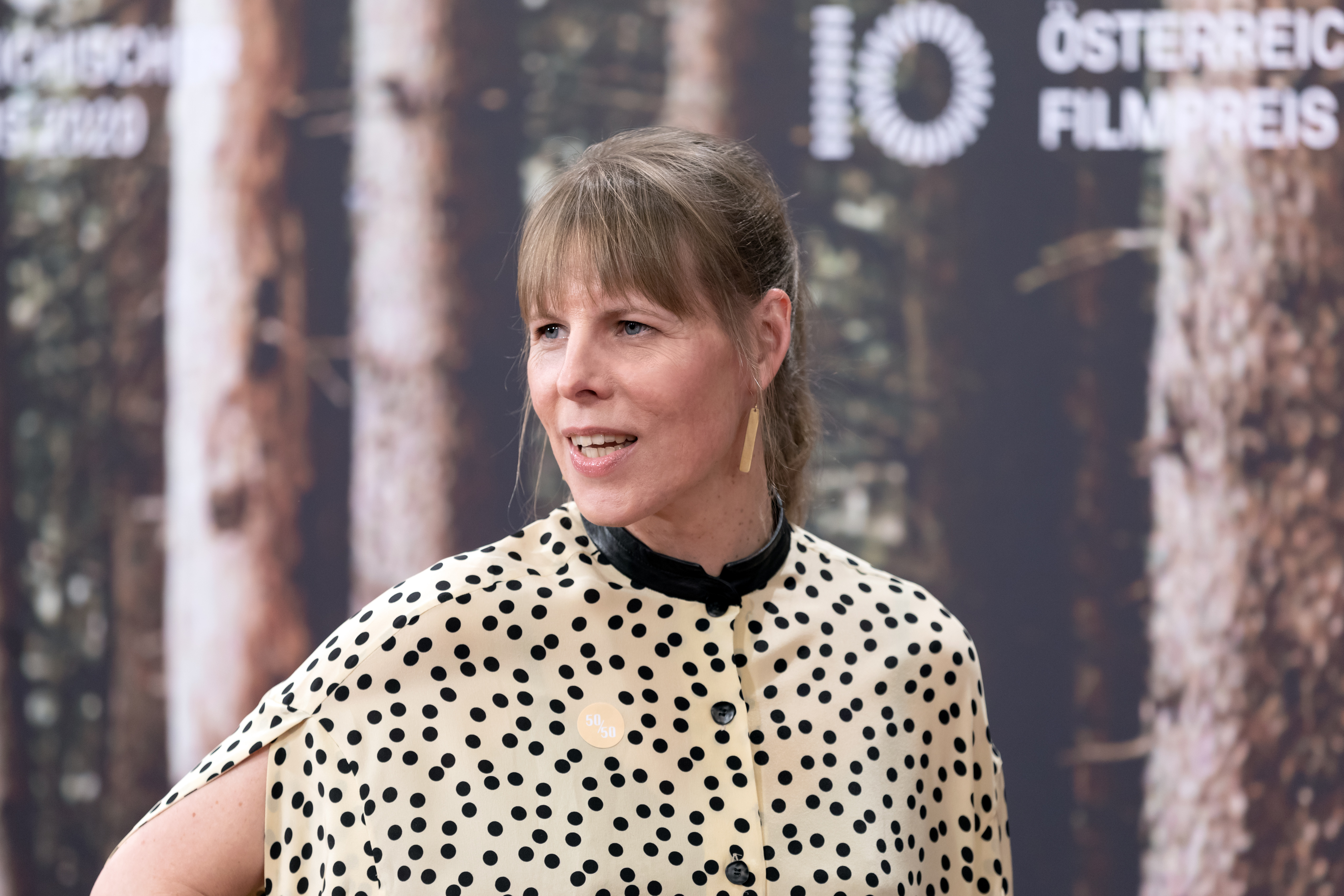
Leena Koppe – Kamera

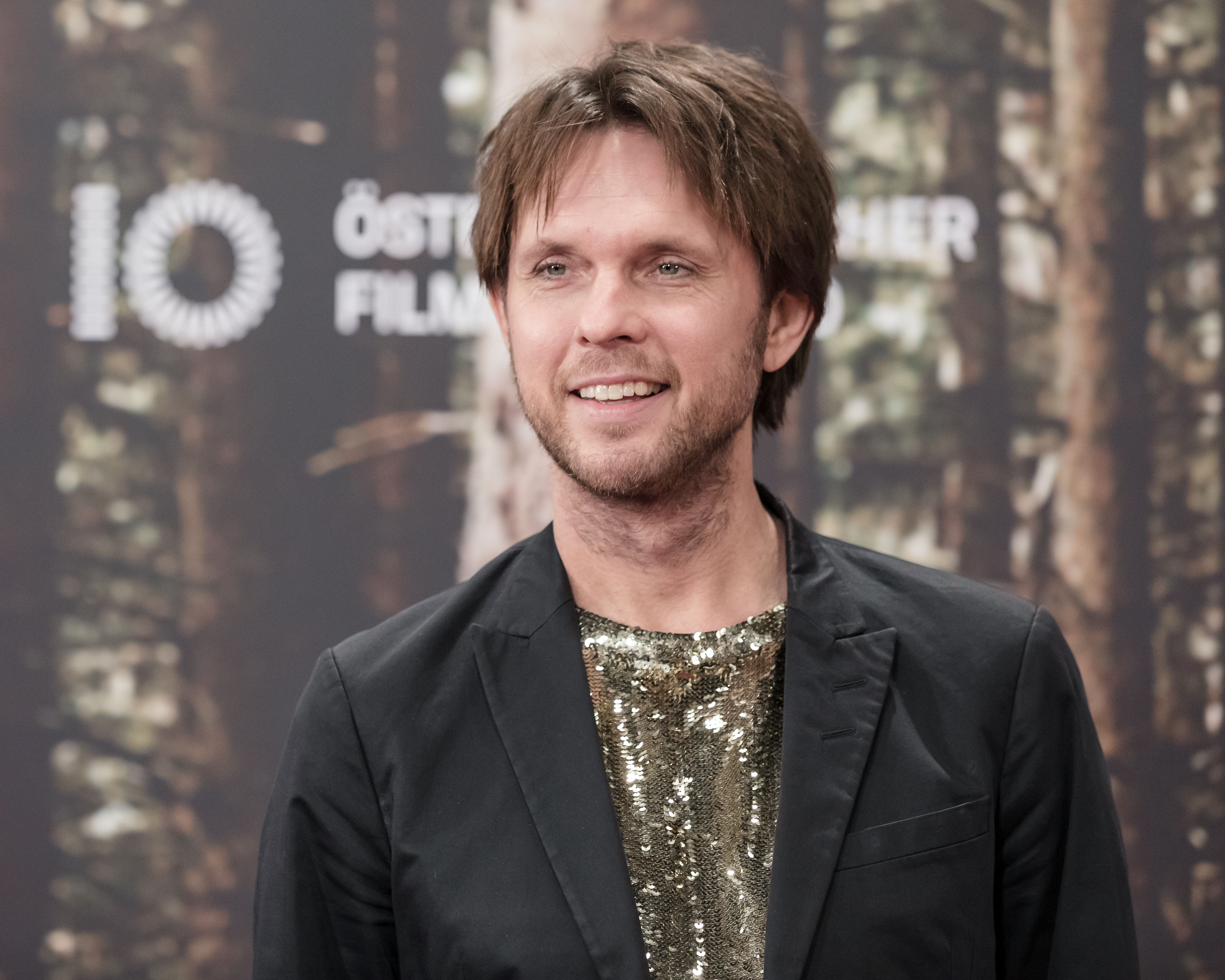
Kyrre Kvam – Musik

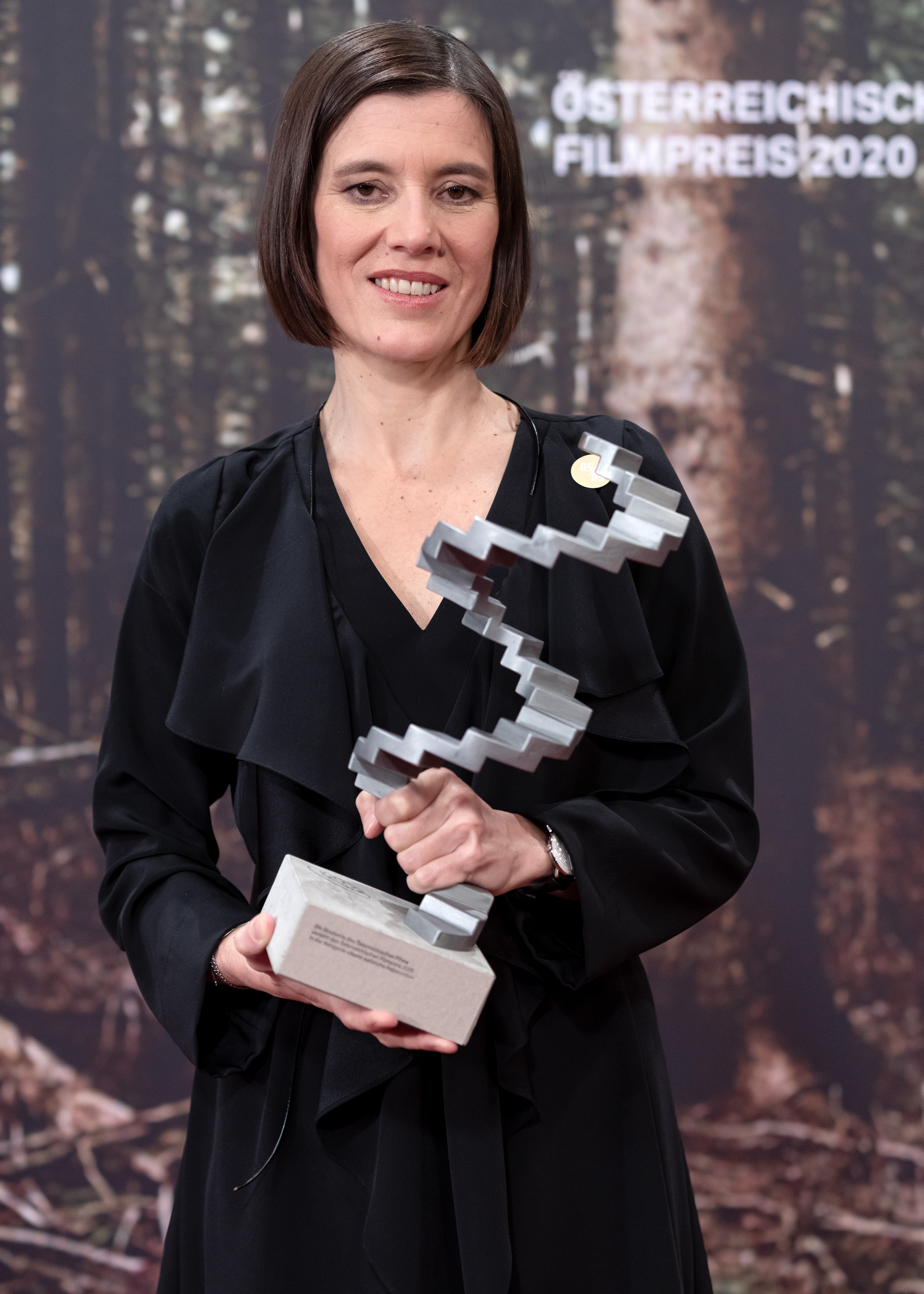
Pia Hierzegger – Conny

Internationale Filmfestspiele Berlin 2019
- Nominierung für den Goldenen Bären[2]
- Nominierung für den Teddy Award als bester Spielfilm[17]

Diagonale 2019
- Nominierung für den Thomas-Pluch-Drehbuchpreis (Hauptpreis und Spezialpreis der Jury; Marie Kreutzer)
- Auszeichnung mit dem Kodak Analog-Filmpreis (Leena Koppe)[18]

Filmkunstfest Mecklenburg-Vorpommern 2019
- Auszeichnung mit dem NDR-Regiepreis (Marie Kreutzer)
- Auszeichnung mit dem Nachwuchsdarstellerpreis (Valerie Pachner)

Deutscher Schauspielpreis 2019
- Auszeichnung in der Kategorie Schauspielerin in einer Hauptrolle (Valerie Pachner)[22]

Outfest Los Angeles 2019
- Auszeichnung als Bester Internationaler Spielfilm (Marie Kreutzer)[23]

Günter-Rohrbach-Filmpreis 2019
- Nominierung für den Günter-Rohrbach-Filmpreis (Shortlist)[24]

Österreichischer Filmpreis 2020
- Nominierung in der Kategorie Bester Spielfilm (Alexander Glehr, Franz Novotny, Marie Kreutzer)[25]
- Nominierung in der Kategorie Beste weibliche Darstellerin (Valerie Pachner)
- Auszeichnung in der Kategorie Beste weibliche Nebenrolle (Pia Hierzegger)
- Nominierung in der Kategorie Beste weibliche Nebenrolle (Mavie Hörbiger)
- Nominierung in der Kategorie Beste Regie (Marie Kreutzer)
- Nominierung in der Kategorie Beste Kamera (Leena Koppe)
- Nominierung in der Kategorie Beste Musik (Kyrre Kvam)

Jupiter-Award 2020
- Nominierung in der Kategorie Bester Film International[26][27]